# Cristòfol de Wittelsbach
Cristòfol de Wittelsbach (Múnic, 6 de gener de 1449 - illa de Rodes, 15 d'agost de 1493) fou duc de Baviera-Múnic fill del duc Albert III de Wittelsbach i germà d'Albert IV el Savi
Cristòfol com els seus germans Albert (IV) i Wolfang, estava destinat a la vida eclesiàstica. Albert va renunciar a aquesta carrera i després de la renúncia del seu germà Segimon de Wittelsbach, va quedar sol al front del govern de Baviera-Múnic. Llavors Cristòfol va demanar part en el govern però la dieta de Ratisbona del 28 d'octubre de 1467 va ratificar a Albert. La guerra era imminent i el duc de Baviera-Landshut, Lluís IX de Wittelsbach va intervenir com a mediador i va dictar un laude arbitral el 16 de gener de 1468 pel qual Cristòfol era acceptat com a co-governant amb seu a Kelheim i amb una pensió anual. Al cap d'un any Cristòfol va renunciar al govern per un període de cinc anys i se li va donar el castell de Mitherrschaft i 8.000 florins de renda anual.
Albert però no confiava en el seu germà i el 23 de febrer de 1471 el va arrestar a Múnic i el va tenir tancat durant 19 mesos fins al 9 d'octubre de 1472 el va alliberar per orde de l'emperador sota promesa de Cristòfol de no revenjar-se. El març de 1475 va renunciar per altres 10 anys al govern rebent com a compensació de les ciutats de Landsberg i Weilheim juntament amb els diners d'un any i a més el pagament del seu deute que ascendia a 20.000 florins.
El 1476 es va traslladar a Hongria, a la cort d'aquest regne, i va actuar com a cavaller de Maties Corví en el conflicte contra l'emperador Frederic III. El 1477 va tornar a Baviera i el 1485 va exigir altre cop la seva part del govern; aquesta pretensió fou rebutjada per Albert amb el consentiment de l'emperador, i a més Albert li va reclamar la devolució de Landsberg i Weilheim. El 23 de febrer de 1485 Cristòfol va anar a Augsburg; Albert va enviar al capità Nicholas von Abensberg a prendre possessió de les dues ciutats reclamades; però aquest va caure en una emboscada de Cristòfol el 28 de febrer de 1485 i va morir junt amb alguns soldats; Cristòfol després es va penedir i va fer un pelegrinatge a Andechs per expiar el crim i el 17 de juny va renunciar per sempre a qualsevol reclamació contra la transferència dels pobles de Weilheim i Schongau, els castells de Pahl i Rauhenlechsberg, el pagament dels seus deutes i el pagament d'una determinada quantitat anual. El 1488 es va traslladar amb el seu exèrcit per anar a alliberar el rei Maximilià a Bruges, presoners dels rebels locals.
Va fundar una nova residencia prop de Schongau el 1490 (avui Herzogsägmühle) i després va combatre al servei del rei d'Hongria contra Ladislau; el 1493 va fer amb el príncep elector Frederic III de Saxònia un pelegrinatge a Terra Santa, que va descriure en un llibre. Era a Jerusalem el 1493 quan fou nomenat Cavaller de l'Orde del Sant Sepulcre pel príncep elector Frederic. En el seu camí a casa va caure malalt a  Rodes pels efectes d'un bany i va morir.